# 2000年澳大利亚网球公开赛
2000年澳大利亚网球公开赛。

## 冠军
单打列出冠亚军以及决赛比分，双打列出冠军组合。

### 男子单打
主条目：2000年澳洲網球公開賽男子單打比賽
安德烈·阿加西（美国）3-6 6-3 6-2 6-4 耶夫格尼·卡费尔尼科夫（俄罗斯）

### 女子单打
主条目：2000年澳洲網球公開賽女子單打比賽
林賽·達文波特（美国）6-1 7-5 玛蒂娜·辛吉斯（瑞士）

### 男子双打
主条目：2000年澳洲網球公開賽男子雙打比賽
里克·利奇（美国）/埃利斯·费雷拉（南非）

### 女子双打
主条目：2000年澳洲網球公開賽女子雙打比賽
麗莎·雷蒙德（美国）/雷内·斯塔布斯（澳大利亚）

### 混合双打
主条目：2000年澳洲網球公開賽混合雙打比賽
雷内·斯塔布斯（澳大利亚）/贾里德·帕尔默（美国）

## 外部連結
- 官方網站

| 前任： 1999年澳大利亚网球公开赛 | 澳大利亚网球公开赛 2000年 | 繼任： 2001年澳大利亚网球公开赛 |
| 前任： 1999年美国网球公开赛     | 网球大满贯 2000年         | 繼任： 2000年法国网球公开赛     |